# جيمس لي (سياسي)
جيمس لي هو سياسي كندي، ولد في 26 مارس 1937 في تشارلوت تاون في كندا. حزبياً، نشط في حزب المحافظين التقدمي لجزيرة الأمير إدوارد. وقد انتخب رئيس وزراء جزيرة الأمير إدوارد ‏.